# Abel Albino
Abel Pascual Albino (Buenos Aires, 28 de noviembre de 1946) es un médico pediatra argentino, miembro del Opus Dei
y creador de la fundación CONIN (Cooperadora para la Nutrición Infantil).
Su trabajo contó con el aval de políticos de Cambiemos, entonces cumpliendo funciones oficiales, como por ejemplo Carolina Stanley a cargo del Ministerio de Desarrollo Social,
María Eugenia Vidal entonces gobernadora de la provincia de Buenos Aires,
y el expresidente de la Nación Mauricio Macri.
En el año 2008 recibió un Premio Konex en la categoría Desarrollo Social.
En 2010 recibió la Mención de Honor «Senador Domingo Faustino Sarmiento» otorgada por el Senado de la Nación Argentina por su labor contra la desnutrición infantil.
Su trabajo sobre desnutrición y ETS ha sido puesto en duda por parte de la Sociedad Argentina de Pediatría al considerarlo carente de evidencia científica.
Un estudio de la propia fundación CONIN encontró que no hay diferencias de salud ni rendimiento escolar entre los niños que participan de su programa y los que no.
Albino ha sido calificado como homofóbico por la comunidad LGBT, el INADI y diversos medios.
Declaraciones suyas contra el consenso científico sobre el VIH y en contra de los preservativos han sido repudiadas por el arco científico y académico argentino, además del ministro de salud Adolfo Rubinstein.

## Biografía
Nació el 28 de noviembre de 1946 en Buenos Aires, Argentina. Su familia se trasladó a Mendoza cuando él tenía cuatro años. Asistió a la Universidad de Tucumán donde se graduó en medicina, en 1973 se especializó en pediatría en Chile y en 1987 obtuvo el doctorado en la Universidad Nacional de Cuyo, provincia de Mendoza.
Hizo un curso de Biología molecular en la Universidad de Navarra,
del Opus Dei, obra de la que es miembro.
Luego fue consagrado como doctor honoris causa por la Universidad Católica Argentina (UCA), a propuesta del arzobispo de La Plata, Héctor Aguer.

## Pensamiento

### Desnutrición
Ofreció disertaciones sobre temas de salud enfocados a la desnutrición infantil,
donde explica su labor con la fundación CONIN, mencionando en todos los casos su pensamiento sobre la pobreza.
Según Albino, existen seis necesidades que podrían erradicar la pobreza: primero la nutrición necesaria, durante el primer año de vida de forma prioritaria, ya que es el período de mayor crecimiento del cerebro, incluyendo en este punto el afecto y contención que alimentarán la autoestima y seguridad del niño; así se formará una buena base para que la segunda necesidad: la educación (instrucción y cultura), luego agua corriente y caliente, cloacas y luz eléctrica en cada casa. A partir de ahí aparecerán nuevas generaciones con gran potencial para salir adelante.
Según sus libros, Albino propone como método para eliminar la desnutrición "combatir la promiscuidad, la pornografía, el autoerotismo, la anticoncepción, la infidelidad y el concubinato". Ha sido acusado de tener un pensamiento «misógino» y «retrógrado», a partir de sus afirmaciones según las cuales la mujer debe "esmerarse por ofrecer a su marido una virginidad tanto física como moral".

### VIH
Declaraciones suyas contra el consenso científico sobre el VIH y en contra de los preservativos han sido repudiadas por el arco científico y académico argentino, además del ministro de salud del país.
La Sociedad Argentina de Pediatría elevó un comunicado manifestando que «En reiteradas oportunidades hemos manifestado a las autoridades de turno nuestro malestar por argumentos vertidos por el doctor Albino sobre sus presuntas fórmulas para combatir la desnutrición y enfermedades de transmisión sexual, carentes de evidencia científica y alejados de una concepción integral de la salud».
Albino ha negado públicamente, en contra del consenso científico,
la efectividad del preservativo como método de prevención, y ha manifestado que "el preservativo no sirve para prevenir el sida".

### Anticoncepción
En el año 2010, publicó el libro Gobernar es poblar ¿Paternidad responsable o fornicación asistida?
en el cual expone ideas conservadoras respecto de la sexualidad y la anticoncepción, especialmente en personas de bajos recursos.
Albino se opone a que el Estado distribuya preservativos, dijo que rechaza esa política porque según él ―y en contra del consenso científico―,
el preservativo no sirve para prevenir el sida.
En 2012 presentó su libro criticando la anticoncepción y asegurando que «En los sectores marginados, el ejercicio de la sexualidad se desarrolla en modo promiscuo y animal», y que la mujer debe esforzarse por ofrecer al hombre su virginidad tanto física como moral.

### Homosexualidad
En el año 2015, en una entrevista radial con Ernesto Tenembaum, Albino declaró que «La homosexualidad es un problema» y además consideró que el virus del sida «no se puede parar con preservativos» y que la homosexualidad «puede ser multicausal», y señaló entre esas posibles causas a las violaciones provocadas dentro de la misma familia expresando «más de una vez fue una violación dentro de la familia lo que provocó eso».
Por su parte César Cigliutti, presidente de la Comunidad Homosexual Argentina (CHA) dijo al respecto que «repudiamos y denunciamos no solo las expresiones del Dr. Abel Albino sino su ideología. No hay lugar posible en una democracia para ninguna expresión de la homofobia y menos cuando son enunciadas con tanta violencia».
Poco después, el INADI publicó un comunicado repudiando sus declaraciones «por considerarlas de carácter profundamente discriminatorio» y Pedro Mouratian (interventor de la entidad) expresó que «las declaraciones de Albino son una ofensa frente a procesos democráticos de construcción de una sociedad plural, justa e igualitaria».
Meses después, y debido a las mismas declaraciones, una agrupación de estudiantes de Derecho de la provincia de Tucumán lo calificó de «personaje retrógrado, machista y medieval», en una denuncia presentada ante la sede del INADI local repudiando la visita que entonces Albino realizaba a la provincia.

### Masturbación
Albino entiende la masturbación como «un vicio, una adicción que condiciona, lo angustia [al individuo] y hace llorar».
Estas declaraciones tuvieron el repudio unánime de la Federación Argentina de Lesbianas, Gays, Bisexuales y Trans (FALGBT).
Para Albino, el sexo es, en sí mismo, una conducta de riesgo a evitar y convoca a seguir el camino de Uganda en materia de HIV y que solo corresponde tener sexo «para contribuir a la obra del Creador».

### Otras declaraciones
También expresó, refiriéndose a niñas de 8 años, que «las niñas con uñas pintadas y peinados de peluquería son así porque las violan de noche».
Además expresó en una oportunidad que hay más personas pobres en el noreste argentino debido al clima cálido de esa región, cavilando: «La gente hambrienta emigra hacia el lugar más cálido siempre. Hay más pobres en Miami que en Nueva York, porque en Nueva York se mueren de frío. En el hemisferio sur es al revés, hay más pobres en el norte que en el sur y siempre más en el este que el oeste, porque el este es más benigno, tiene frutos, tiene ríos, peces, pastos. No hay otra explicación».

## Cuestionamientos
Es ampliamente cuestionado por sus teorías sobre los orígenes de la desnutrición y las conductas de los niños. La misma Sociedad Argentina de Pediatría elevó un comunicado manifestando: «En reiteradas oportunidades hemos manifestado a las autoridades de turno nuestro malestar por argumentos vertidos por el doctor Albino sobre sus presuntas fórmulas para combatir la desnutrición y enfermedades de transmisión sexual, carentes de evidencia científica y alejados de una concepción integral de la salud».

### Homofobia
El INADI (Instituto Nacional contra la Discriminación, la Xenofobia y el Racismo), la comunidad LGBT, y diversos medios ha sido calificado como homofóbico.
Albino posee una ferviente postura en contra de la homosexualidad, frente a la cual ha manifestado en el año 2015 que la misma representa un «problema multicausal» que puede relacionarse a «violaciones dentro de la familia». Desde su perspectiva manifestó que el homosexual es «una persona que tiene un problema».
En 2017 Albino recibió más de cien millones de pesos para extender los centros de su ONG que lucha contra la desnutrición materno infantil.

## Fundación CONIN
Fundó en 1993 la cooperadora junto a su exprofesor y colega chileno, el doctor Fernando Monckeberg Barros,
quien la llevó a Chile.
En la fundación de Conin también participó Carlos Casalboni, quien más tarde sería intendente de Quitilipi por Cambiemos, y posteriormente fuera destituido por malversación de fondos públicos en 2017,
y detenido por abuso sexual en 2018.
En CONIN se dedica a «capacitar profesionales e instituciones en la lucha contra la desnutrición».
También creó la Red CONIN, mediante la cual surgieron centros de atención sanitaria en varias ciudades de Argentina, y en otros países: Gambia, México, Paraguay y Perú.
y dos centros en la provincia de Mendoza. Ese mismo año Albino recibió más de cien millones de pesos para extender los Centros de Prevención de la Desnutrición Infantil.

### Trabajo dentro del gobierno de Mauricio Macri
El Dr. Abel Albino, ligado al Opus Dei, había sido presentado por el partido Cambiemos en noviembre de 2015 ―pocos días antes del balotaje― como una de sus espadas en materia de políticas destinadas a la infancia, donde expresó sus opiniones condenando el uso de métodos anticonceptivos, y expresándose a favor de la abstinencia de los sectores populares. Pocos meses después, con Cambiemos ya en el poder firmó convenios con la ministra de Desarrollo Social Carolina Stanley, recibiendo fondos del Estado para su fundación privada. Así mismo recibió terrenos públicos entre ellos Albino logró que desde el Estado le cedan el uso de un predio de 6.000 metros cuadrados en Hurlingham.
En 2018 se filtró que desde la llegada de Mauricio Macri a la presidencia de la nación, el Estado argentino pagó a la fundación de Albino más de 90 millones de pesos y se prevé que en 2019 el Estado le gire más de 121 millones de pesos de las arcas públicas para el funcionamiento de CONIN.

### Críticas a CONIN

#### Método de combate contra la desnutrición
Los métodos utilizados por la fundación CONIN han suscitado las críticas de la Sociedad Argentina de Pediatría en diversas ocasiones. Su recomendación de que "cada niño reciba desde el momento de su nacimiento en adelante una caja de leche por mes" ha sido caracterizada como carente de fundamento científico por la misma asociación.
En una entrevista que dio en 2015, Albino contó que la “fórmula” para combatir la desnutrición era a través de la entrega de cartones de leche a las familias para que alimenten a sus hijos recién nacidos desconociendo o dejando de lado la recomendación de la Organización Mundial de la Salud que asegura que la mejor nutrición para un bebé recién nacido es la lactancia materna. Al respecto Héctor Pedicino, presidente de la Sociedad Argentina de Pediatría de Córdoba, expresó que: «Muchas de las cosas que dice y dijo carecen de fundamento científico... No sabemos que intereses económicos hay detrás, pero recomendar a un recién nacido leche de fórmula en vez de la materna es gravísimo».

#### Efectividad de su trabajo
Un estudio de la propia fundación encontró que no hay diferencia en la salud ni rendimiento escolar de los chicos que participan de su programa y los que no.

#### "Planificación Familiar Natural"
Una de las actividades básicas de los centros Conin son los talleres de Planificación Familiar Natural, donde enseñan a las mujeres a controlar su fertilidad a través del aprendizaje de un método acorde con el ideario religioso de la Fundación, el método Billings, pseudocientífico y basado en el recuento de días fértiles del ciclo. Allí enseñan que las mujeres «usan más palabras, más oraciones» y los varones «son más concretos», que «la familia está compuesta por la madre, el padre y los hijos”, porque «la relación sexual es pene y vagina. Eso es lo normal. Si hay otra conducta sexual no es normal». También enseñan atributos «naturales» y «propios» de cada género, como que las mujeres tienen «una contextura física más pequeña y realizan otras actividades como mirar novelas, corte y confección».

#### Irregularidades
En 2017 se denunciaron irregularidades dentro de su fundación, entre ellas: todos los trabajadores de su centro en Salta tenían contratos precarios desde que fue inaugurado el centro, a lo que se sumaba los bajos sueldos que percibían pese a los altos montos de dinero que la provincia de Salta destina a CONIN. Trabajadores de la misma fundación revelaron que, pese a los fondos públicos que la fundación Conin recibía, había comunidades que directamente no han sido nunca beneficiadas con este sistema con el que se ha tercerizado la salud. Pacientes y colaboradores de la misma han denunciado además que en algún momento la fundación repartía leche vencida, que la atención es pésima, y la existencia de discriminación sobre todo a las comunidades aborígenes. Entre otras irregularidades detectadas se encontró que la ayuda alimentaria no existe desde hace tres años, que la leche no se sabe si es vencida porque no viene en caja y los medicamentos que mandan a Conin no se entregan a los niños, casos de embarazadas muertas y que eran obligadas a descargar camiones con mercadería para la fundación, casos de niños desnutridos sin atención, y que las donaciones son vendidas.

## Activista en contra de la legalización del aborto
En una exposición en el Senado, dentro del marco de las presentaciones y debates sobre el Proyecto de Ley de Interrupción Voluntaria del Embarazo, Albino señaló que el preservativo no previene el sida: «Tienen que entender que el profiláctico no la protege de nada. Porque el profiláctico, el virus del sida, doctora, dígame si no es cierto, atraviesa la porcelana».
Tras ello recibió un fuerte repudio de diversas fundaciones, entre ellas Fundación Huésped, que trabaja para la prevención del HIV, su presidente Leandro Cahn, expresó: «Me parece una barbaridad lo que dijo Abel Albino en el Senado, desde el punto de vista científico y biológico».
Sus declaraciones sobre el sida generaron repudio en toda la comunidad científica, que salió al cruce de sus declaraciones y desmintió sus argumentos. Especialistas en infectología e inmunología difundieron un duro comunicado contra el titular de CONIN,
quién dijo que preservativo no previene el sida y que «no sirve absolutamente», ya que ―según él―, falla en el 30 % de los casos.
Entre los especialistas y académicos que expresaron su repudio se encuentran los doctores Lautaro de Vedia (presidente de la Sociedad Argentina de Infectología),
Pedro Cahn (director científico de la Fundación Huésped),
Carla Vizzotti (presidenta de la Sociedad Argentina de Vacunología y Epidemiología),
Horacio Salomón (director del Instituto de Investigaciones Biomédicas en Retrovirus y Sida de la UBA),
Gabriel Rabinovich (profesor titular de Inmunología de la Facultad de Ciencias Exactas de la UBA) y
Jorge Geffner (profesor titular de Inmunología de la Facultad de Medicina de la UBA).

## Reconocimientos
- 1994: Elegido miembro de la fundación Ashoka en Estados Unidos, que distingue con su elección a los emprendedores sociales.[61]
- 2000: Premio «Hipócrates», otorgado por la Honorable Academia Nacional de Medicina de Buenos Aires.[62]
- 2005: Premio «Juntos Educar», del Arzobispado de Buenos Aires, Vicaría Episcopal de Educación.[63][64]
- 2007: Premio «Madre Teresa de Calcuta» en solidaridad, otorgado por el Centro de Empleados de Comercio.[62]
- 2007: Nombrado por la Legislatura Provincial «Ciudadano Ilustre de la Provincia de Mendoza».[62]
- 2007: Mención honorífica otorgada por el Consejo Deliberante de la Municipalidad de la Ciudad de Mendoza.[64]
- 2008: Premio «Humanitarian Prize» otorgado por Ivy Foundation, Estados Unidos.[64]
- 2008: Premio «Modelo de hombre» de ASDRA, Asociación Síndrome de Down Argentina.[64]
- 2008: Distinción «Servir es mi ocupación», del Rotary Club Los Cerros, Mendoza.[64]
- 2008: Lanzamiento de un sello postal con su imagen, correspondiente a la serie «Homenaje en vida a figuras nacionales» realizada por Correo Andreani.[65]
- 2008: Premio Konex en la categoría Desarrollo Social.[9]
- 2009: El Rotary Club Mendoza lo nombró socio honorario.[66]
- 2009: Premio B’nai B’rith Argentina Derechos Humanos, Buenos Aires.[67]
- 2010: Mención de honor «Senador Domingo Faustino Sarmiento» otorgada por el Senado de la Nación Argentina por su labor contra la desnutrición infantil.[68]
- 2010: Premio «Solidaridad» otorgado por el Gobierno de Mendoza.[64]
- 2011: Nombrado miembro de número de la Academia Nacional de Educación (Buenos Aires).[69]

## Obras
- Desnutrición, el mal oculto.[70]

Libro escrito en colaboración con el Dr. Fernando Monckeberg, presentado en el «Encuentro internacional de nutrición y cooperación» realizado en Mendoza en 2005.
- Gobernar es poblar: criterios antropológicos y éticos para una correcta educación sexual. ¿paternidad responsable o fornicación asistida?.[72]

Declarado de interés legislativo por la Cámara de Diputados de Mendoza por iniciativa de la diputada Silvia Ramos (Frente para la Victoria).
- Histoplasmosis humana en Mendoza.[74]